# Seygouade
Die Seygouade ist ein kleiner Fluss in Frankreich, der im Département Haute-Garonne in der Region Okzitanien verläuft. Sie entspringt unter dem Namen Seygouade de Devant im südlichen Gemeindegebiet von Cazaril-Tambourès und entwässert generell in nordöstlicher Richtung. Nach Aufnahme seines linken Zuflusses Seygouade de Derrière nennt er sich nur mehr Seygouade und mündet nach insgesamt rund 17 Kilometern an der Gemeindegrenze von Montmaurin und Lespugue als linker Nebenfluss in die Save.
Wie die meisten Flüsse im Umfeld des Plateau von Lannemezan wird auch die Seygouade vom Bewässerungskanal Canal de la Neste mit Wasser dotiert. 
Bei ihr verläuft es über folgende Verteilgewässer:
- Canal de la Neste – Canal de la Gimone – Seygouade de Derrière – Seygouade

## Orte am Fluss
(Reihenfolge in Fließrichtung)
- Cazaril-Tambourès
- Balesta
- Larroque
- Montmaurin